# Северный берег (телесериал)
«Северный берег» (англ. North Shore) — американский телесериал о страстях и интригах, бушующих на Гавайях. В центре сюжета — взаимоотношения главных героев на фоне романтики, любви, обмана и разочарований. Сериал снимался с 2004 по 2005 год и демонстрировался в США с 14 июня 2004 по 27 августа 2005 года. В главных ролях — известные американские и канадские актёры.

## Сюжет
Главный герой Джейсон Мэттьюс живёт на лазурном берегу Гавайских островов, и с детства знает, что это райское местечко предназначено для удовольствий, любви и романтики. Он работает в популярной гостинице Grand Waimea, создающей все условия для прекрасного времяпрепровождения её постояльцам, возглавляя службу по работе с общественностью.
Расставшись со своей девушкой Николь, Джеймс сталкивается с ней вновь — её назначают на высший пост руководства гостиницей, и после напряженного общения, они понимают, что чувства вспыхивают вновь…
Помимо главных героев, в центре сюжета и другие обитатели и клиенты отеля Grand Waimea. Жизнь в отеле переплетает и их собственные жизни, связанные с любовью, дружбой, предательствами и изменами…

## В ролях

### Основной состав
- Кристоффер Полаха — Джейсон Мэттьюс
- Брук Бёрнс — Николь
- Кори Севьер — Габриэль МакКей
- Никки Делоач — Мэри Джейн
- Джейсон Момоа — Фрэнки Сью
- Джей Кеннет Джонсон — Крис Ремсен
- Джеймс Ремар — Винсент Колвилль
- Аманда Ригетти — Тесса Льюис
- Шеннен Доэрти — Александра Хадсон

### Приглашённые звёзды
- Кристофер Макдональд
- Винсент Спано
- Дилан Бруно
- Эммануэль Вожье
- Мэттью Бомер
- Дельта Гудрем
- Бриттани Дэниэл
- Лейтон Мистер
- Мелисса Джоан Харт
- Деннис Родман
- Доминик Пурселл
- Джош Хопкинс

## Интересные факты
- Производством проекта занялась кинокомпания 20th Century Fox Television, пригласившая в съёмочную команду многих известных голливудских людей:
  - Патрик Р. Норрис — режиссёр со стажем, на его счету известные сериалы Сумеречная зона, «Надежда Чикаго», «Сеть»
  - Гарри В. Бринг занимался продюсированием «Секретных материалов», Кеннет Биллер — сериалами «Тайны Смолвилля» и «Тёмный ангел»
  - Кевин Фоллс, написавший сценарий и выступивший одним из продюсеров, известен по сериалу «Западное крыло»
- Питер Элкофф — создатель и автор идеи сериала, известен другими своими работами — проектами «Грязные мокрые деньги» и «Дурнушка»
- Премьера первого сезона стартовала 14 июня 2004 года. Последний, двадцать первый эпизод, был показан 27 августа 2005 года. Из-за невысоких рейтингов, набранных за время показа, вопрос о продлении второго сезона не был рассмотрен
- Съёмки проходили на Гавайях, США. Натурные съёмки — в реально существующем отеле «Turtle Bay Resort»
- В первом эпизоде показано время на часах 05.45, день датируется 6-14. Это отсылка ко дню премьерного показа — 14 июня 2004 года
- Сериал пытались закрыть дважды — первый раз в середине показа, после чего дали ему второй шанс, и уже в конце первого сезона было принято решение об окончательном закрытии
- В своём первом появлении Александра Хадсон, героиня Шеннен Доэрти, на вопрос, нравится ли ей это местечко, в ответ произносит фразу, говорящую о сравнении с Беверли-Хиллз. Это отсылка к популярному молодёжному телесериалу «Беверли-Хиллз, 90210», в котором Шеннен Доэрти играла одного из центральных персонажей на заре своей зарождающейся популярности
- Заглавная песня называется «Home In Paradise» в исполнении американской рок-группы Unwritten Law
- В эпизоде сериала «Одинокие сердца» # 2.24, герои Джимми и Хэйли в беседе упоминают приезд на Гавайи, они упоминают о северном береге — эта отсылка посвящена актрисе Аманде Риетти, исполнительнице роли Хэйли в «Одиноких сердцах» и Тессы Льюис в «Северном береге»
- Приглашённая звезда Шеннен Доэрти имеет непосредственное отношение к актрисе Брук Бёрнс, играющей главную героиню Николь. Брук — бывшая жена актёра Джулиана Макмэхона. По слухам, именно роман на съёмочной площадке сериала «Зачарованные» между Джулианом Макмэхоном и Шеннен Доэрти послужил причиной развода. Остаётся неизвестным, как две заклятые актрисы уживались вместе на съёмках «Северного берега»

## Эпизоды и премьеры
1.1 «Pilot» 14 июня 2004

1.2 «Tessa» 21 июня 2004

1.3 «Surprise Party» 28 июня 2004

1.4 «Meteor Shower» 5 июля 2004

1.5 «My Boyfriend’s Back» 12 июля 2004

1.6 «Secret Service» 19 июля 2004

1.7 «More» 2 августа 2004

1.8 «Burned» 9 августа 2004

1.9 «Ties That Bind» 6 сентября 2004

1.10 «Vice» 13 сентября 2004

1.11 «Alexandra» 20 сентября 2004

1.12 «Bellport» 27 сентября 2004

1.13 «Leverage» 4 ноября 2004

1.14 «Illusions» 11 ноября 2004

1.15 «The Big One» 18 ноября 2004

1.16 «The Cook, the Waitress, the GM and His Lover» 2 декабря 2004

1.17 «Sucker Punch» 9 декабря 2004

1.18 «Catwalk» 16 декабря 2004

1.19 «Shark» 6 января 2005

1.20 «The Ex-Games» 13 января 2005

1.21 «The End» 27 августа 2005

## Мировой релиз
- США — 14 июня 2004 года
- Канада — 18 июня 2004 года
- Чили — 3 августа 2004 года
- Швеция — 9 октября 2004 года
- Франция — 9 апреля 2005 года
- Финляндия — 18 сентября 2005 года
- Италия — 3 ноября 2005 года